# Palazzi Merati e Berlendis

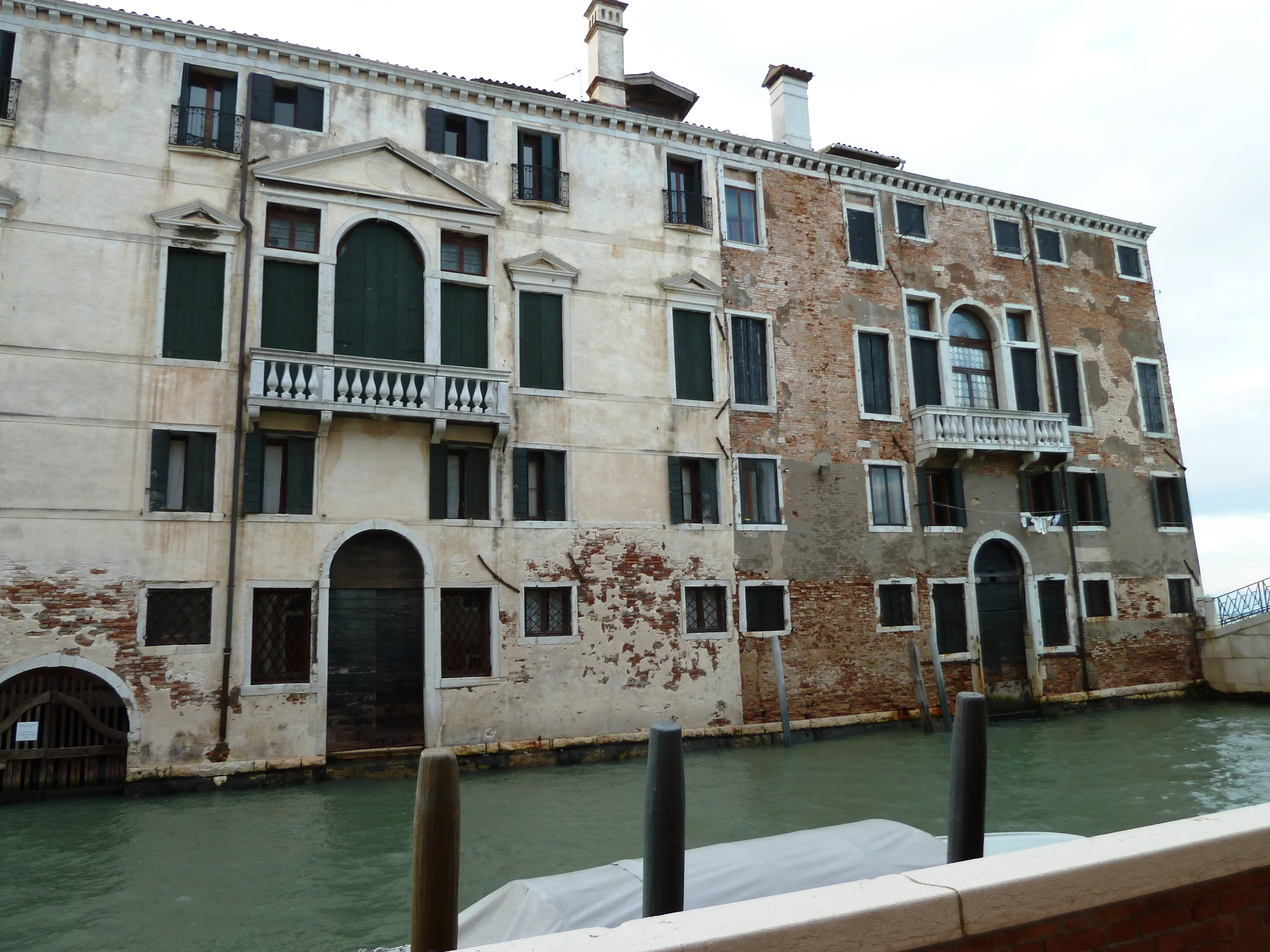
Palazzo Berlendis (links) und Palazzo Merati (rechts)

Die Palazzi Merati e Berlendis sind Paläste in Venedig in der italienischen Region Venetien. Sie liegen im Sestiere Cannaregio mit Blick auf den Rio di Mendicanti an dessen Mündung in die Lagune.

## Geschichte
Diesen Palast entwarf der Architekt Andrea Tirali im Auftrag des Mandelhändlers Stefano Protasio im Jahre 1600. Der Palast hat zwei Flügel, die ursprünglich für die beiden Töchter des Auftraggebers gedacht waren. Später wurde der Nordflügel (rechts) „Palazzo Merati“ genannt; der Südflügel (links), den die Familie Berlendis kaufte, erhielt den Namen „Palazzo Berlendis“.
Friedrich Nietzsche hat in einer Wohnung im Hauptgeschoss des südlichen Palastes, des „Palazzo Berlendis“, ab 1880 eine Zeitlang gewohnt. Ein Teil des Gebäudes wurde Anfang des 20. Jahrhunderts von einem Zweig der Familie Pesaro aufgekauft, die ihn in Appartements umbauen ließ. Heute sind beide Paläste noch in privater Hand, der Palazzo Berlendis gehört der Familie Bragadin, der Palazzo Merati der Familie Targhetta d'Audiffret die Gréoux.

## Beschreibung
Beide Paläste haben eine nahezu identische Fensteraufteilung. Ihre Fassaden erstrecken sich über zwei Vollgeschosse und zwei Mezzaningeschosse, eines zwischen Erd- und Hauptgeschoss und eines unter dem Dach. In der Mitte des Erdgeschosses jedes der Paläste gibt es ein Rundbogenportal zum Wasser, flankiert von zwei rechteckigen Fenstern und zwei Paaren kleinerer, quadratischer Fenster. Der Palazzo Berlendis hat ein zusätzliches, niedrigeres Rundbogenportal zum Wasser zwischen den beiden linken Fenstern. In den Zwischengeschossen darüber gibt es je sechs rechteckige Fenster über den jeweiligen Fenstern des Erdgeschosses.
Der Blickfang der Hauptgeschosse sind die dreiteiligen, venezianischen Fenster in der Mitte, das mittlere jeweils mit einem Rundbogen versehen, die beiden äußeren rechteckig mit rechteckigem Oberlicht. Flankiert sind diese Fenster von Paaren rechteckiger Einzelfenster. Die venezianischen Fenster sind mit hervorspringenden Balkonen versehen, alle Fenster des Hauptgeschosses im Palazzo Berlendis zusätzlich mit Tympana.
In den Zwischengeschossen unter dem Dach wiederholt sich bei beiden Palästen die Fenstereinteilung der unteren Zwischengeschosse. Im Palazzo Berlendis sind die äußeren vier Fenster rechteckig und mit kleinen Balkonen versehen, während die mittleren beiden (über dem Tympanon des venezianischen Fensters) kleiner und quadratisch sind. Im Palazzo Merati sind nur die linken beiden Fenster rechteckig, aber ohne kleine Balkone, die anderen vier Fenster in der Mitte und auf der rechten Seite entsprechen den quadratischen, kleinen Fenstern des Palazzo Berlendis. Beide Fassaden schließen nach oben mit einer gezahnten Dachtraufe ab. Auf den Dächern der Paläste befinden sich – beim Palazzo Berlendis rechts, beim Palazzo Merati links – je ein hoher Kaminkopf und eine kleine Dachgaube.
Alle Fenster und Portale haben Rahmen aus istrischem Kalkstein. Die Fassade des Palazzo Berlendis wurde kürzlich renoviert; sie ist verputzt und weiß gestrichen. Die Fassade des Palazzo Merati ist noch in schlechtem Zustand und dunkler.
Die barocken Innenräume, besonders die Türen zum Treppenhaus in den großen Salons (Portego) sind gut erhalten. Man findet mit mythologischen Motiven verzierte Scheiben, Fresken über den Türen, Marmorböden, getäfelte Nischen aus dem 18. Jahrhundert, goldplattierte Verzierungen oder solche aus Stuck und Hauptbadezimmer mit Glasfliesen und Mosaiken.